# Venom (альбом Impellitteri)
Venom (рус. «Яд») — десятый студийный альбом американской хэви-метал группы Impellitteri. Выпущен 4 марта 2015 года на лейбле Victor Entertainment.

## Об альбоме
Данный альбом является первым в истории коллектива, записанный с новым барабанщиком Джоном Детте, ранее игравшим в таких группах как Slayer (1996, 2013) и Iced Earth
(с 2013).
Интересный факт: композиции «Jehovah», «Rise» и «Time Machine» имеют одинаковую длительность (3:13) и расположены одна за другой.

## Список композиций
Тексты всех песен — Роб Рок, музыка — Крис Импеллиттери.
| №                   | Название            | Длительность |
| ------------------- | ------------------- | ------------ |
| 1.                  | «Venom»             | 3:03         |
| 2.                  | «Empire of Lies»    | 2:49         |
| 3.                  | «We Own The Night»  | 3:30         |
| 4.                  | «Nightmare»         | 3:57         |
| 5.                  | «Face the Enemy»    | 4:31         |
| 6.                  | «Domino Theory»     | 3:23         |
| 7.                  | «Jehovah»           | 3:13         |
| 8.                  | «Rise»              | 3:13         |
| 9.                  | «Time Machine»      | 3:13         |
| 10.                 | «Holding On»        | 3:30         |
| Общая длительность: | Общая длительность: | 34:22        |

| №   | Название                              | Длительность |
| --- | ------------------------------------- | ------------ |
| 11. | «Rock through the Night (бонус-трек)» | 3:07         |
| 12. | «Reach for the Sky (бонус-трек)»      | 3:04         |

## Участники записи
- Роб Рок — вокал;
- Крис Импеллиттери — электрогитара;
- Джеймс Амелио Пулли — бас-гитара;
- Джон Детте — ударные.
- Продюсеры — Крис Импеллиттери и Грег Риль;
- Звукоинженеры — Грег Риль и Джун Муракава;
- Микширование — Грег Риль;
- Фотограф — Алекс Солк.